# Fotos y recuerdos
«Fotos y recuerdos» es una canción de la cantante estadounidense Selena escrita por Chrissie Hynde y producida por A.B. Quintanilla y Bebu Silvetti de su álbum de estudio, Amor prohibido (1994). Cabe mencionar que se cambió totalmente la letra de la versión original de Chrissie Hynde al ser creada al idioma español, no se tradujo literalmente. Fue lanzado por EMI Latin en enero de 1995, como el cuarto sencillo.

## Composición
La crítica musical la describió como un tema de cumbia y rock de medio tempo con influencias del dance pop y la música house. Cary Darling para The Buffalo News notó una mezcla entre el género house y la ranchera. Autor y colaborador de New York Times, Joe Nick Patoski encontró que la canción usaba la misma melodía del sonido new wave de los Pretenders. La autora Lori Beth Rodríguez también encontró similitudes con el sonido principal del grupo, pero notó cómo la pista tenía un trasfondo de cumbia con «letras [que] son similares en el tema, pero diferentes a las de la versión original en inglés». Presenta un violín impulsado por un sintetizador, ostinato-percusión y un tambor de acero bajo un ritmo de cumbia.

## Posicionamiento en listas
| País (Lista 1995)                                   | Mejor posición |
| --------------------------------------------------- | -------------- |
| Estados Unidos Hot Latin Songs (Billboard)          | 1              |
| Estados Unidos Regional Mexican Airplay (Billboard) | 1              |
| Estados Unidos Latin Pop Airplay (Billboard)        | 12             |

| País (Lista 1995)                           | Posición |
| ------------------------------------------- | -------- |
| Estados Unidos Hot Latin Tracks (Billboard) | 2        |

| País (Lista 2016)                          | Posición |
| ------------------------------------------ | -------- |
| Estados Unidos Hot Latin Songs (Billboard) | 29       |

## Certificaciones
| País (Organismo certificador) | Certificación   | Ventas |
| ----------------------------- | --------------- | ------ |
| Estados Unidos (RIAA)         | Platino (Latin) | 60 000 |

## Personal
- Selena: voz
- Joe Ojeda: teclado electrónico
- Ricky Vela: escritor y teclados
- Chris Pérez: guitarra eléctrica
- Suzette Quintanilla: batería
- AB Quintanilla III: bajo y productor
- Pete Astudillo: pandereta
- Eliza Howardson: violín
- Lisette Lorenzo: dirección de arte

Créditos adaptados de las notas de álbum de El chico del aparmento / Fotos y recuerdos.